# 維爾紐斯植潛蠅
維爾紐斯植潛蠅（學名：Phytomyza vilnensis）是雙翅目潛蠅科植潛蠅屬的一種昆蟲，由立陶宛昆蟲學家紹柳斯·帕卡尼斯基斯於1998年描述發表。
維爾紐斯植潛蠅相當少見，且目前對其生態了解仍少，最初在立陶宛南部古德利艾、帕耶沃尼斯和維爾紐斯北郊韋爾基艾的溫帶落葉林中被發現，以繖形科植物（芳香細葉芹）的葉為食。過去本種被認為是立陶宛的特有種，不過2020年有研究人員發現匈牙利的數個地點以及斯洛伐克的穆蘭平原國家公園也有本種分布，顯示本種在中歐有一定數量的族群。
分子種系發生學研究結果顯示在植潛蠅屬中，維爾紐斯植潛蠅屬於spondylii種群。